# Anatomy of roguery
Anatomy of roguery ("anatomia łotrostwa") – odmiana piśmiennictwa angielskiego powstała w połowie XVI i tworzona również w XVII wieku, zawierająca informacje na tematy kryminalne – o zwyczajach przestępców, ich sposobach komunikowania się, liczebności, rodzajach i działalności. Piśmiennictwo takie miało na celu ostrzeżenie i poinformowanie odbiorcy o grożących mu ze strony przestępców niebezpieczeństwach, a jego powstanie wiązało się ze znacznym wzrostem przestępczości za panowania Henryka VIII. Utwory tego typu tworzyli m.in. Thomas Harman (A Manifest Detection of Dice, Play and Other Practices, A Caveat or Warning for Common Cursators Vulgarly Called Vagabones), John Awdeley (The Fraternity of Vagabonds), Robert Greene (A Notable Discovery of Cozenage Now Daily Practised by Sundry Lewd Persons Called Cony-Catchers and Crossbiters, A Disputation between a He-Cony-Catching and She-Cony-Catching) oraz Thomas Dekker.